# Herbert Meneses
Rafael Herbert Meneses Ovalle (Ciudad de Guatemala, 17 de julio de 1939-Ib., 6 de marzo de 2021) fue un actor y director de teatro, cine y televisión guatemalteco.

## Biografía
Se inició a los diez años de edad en radioteatro infantil, para luego pasar al teatro y al cine, y desde entonces se mantuvo en el espectro artístico de Guatemala hasta su muerte. Uno de sus principales maestros fue el maestro japonés Seki Sano, quien a su vez fue discípulo directo del ilustre maestro de la Escuela de la Vivencia, Konstantín Stanislavski.
Con trayectoria de más de cincuenta años en teatro como actor, director y dramaturgo, incursionó en el radioteatro y la radio educativa. Compartió sus conocimientos de teatro con generaciones de actores guatemaltecos. Fue destacada su participación en numerosos cortometrajes y largometrajes, producciones nacionales e internacionales. Fue merecedor de múltiples premios y homenajes a lo largo de su carrera profesional. Un hombre que cultivó espiritualidad y armonía.

## Filmografía
- El Silencio de Neto[2]
- Donde Acaban los Caminos
- Invisible Evidence
- Sólo de noche vienes: Película mexicano guatemalteco dirigida por Manuel Zeceña Diéguez. Filmada en El Salvador y Guatemala en donde Meneses compartió cartelera con los reconocidos actores mexicanos Elsa Aguirre y Julio Alemán y se muestran escenas de la Semana Santa en Guatemala de 1964.[3]
- El Ogro: película mexicano guatemalteca filmada en la Ciudad de Guatemala y en las ruinas de Tikal en 1969.  En ella compartió cartelera con el cómico mexicano German Valdéz.
- Trampa para una niña.
- La Vaca.

## Premios y reconocimientos
- Premio “Ondas-España” a la excelencia radial.
- Medalla de “La Revista de las Naciones” (Societá Dante Alighieri).
- Develación de su Retrato en la Galería a la “Gente de Teatro” de la Universidad Popular.
- Galardonado con el premio “Arco iris Maya”.
- Diploma meritorio en Programa Cívico del Banco Industrial.
- Declarado “Vecino distinguido” por la Municipalidad de Guatemala.
- Medalla Hugo Carrillo a la trayectoria teatral[4][5]